# Sovětský rubl

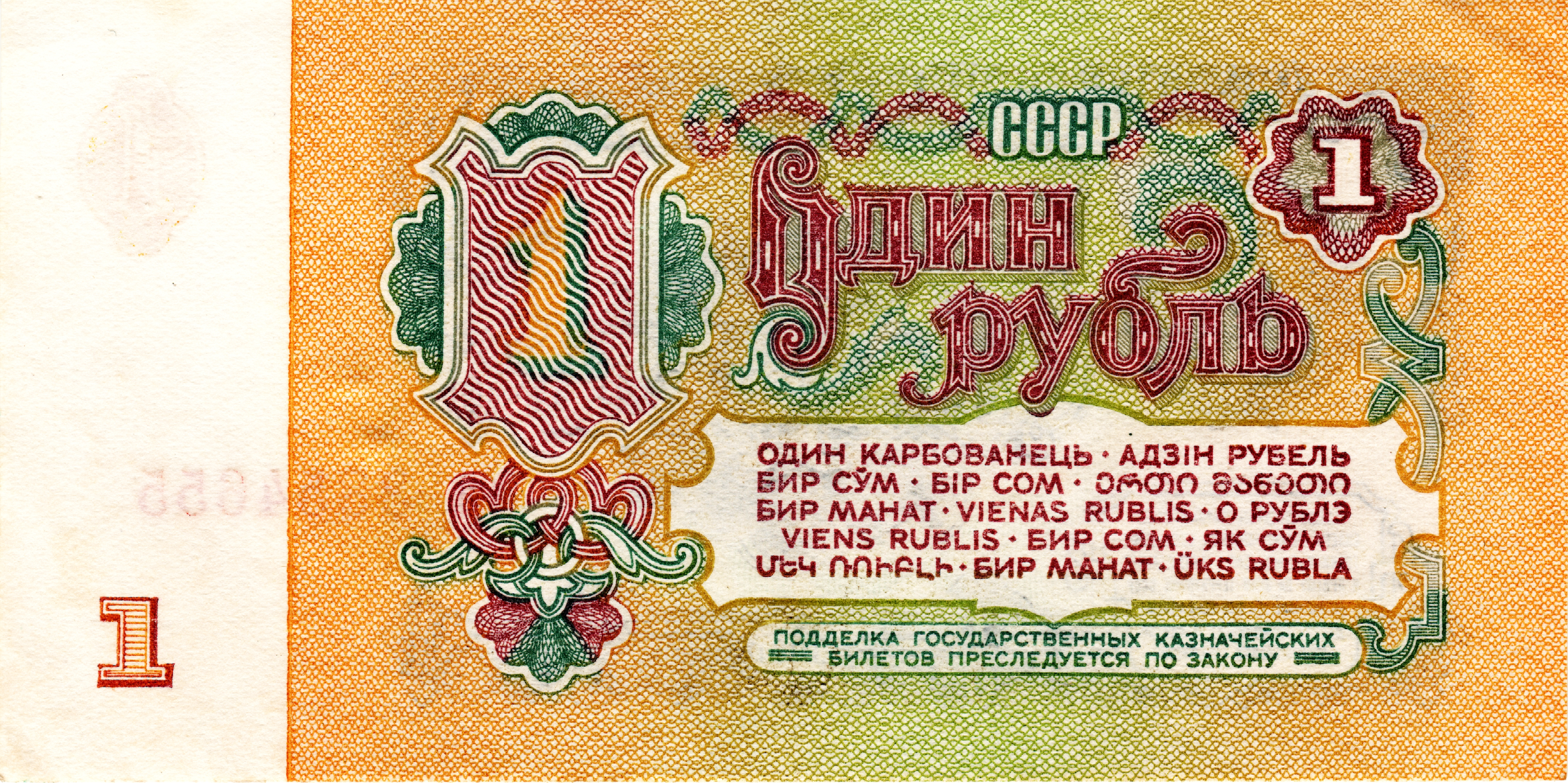
Rubová strana bankovky z roku 1961

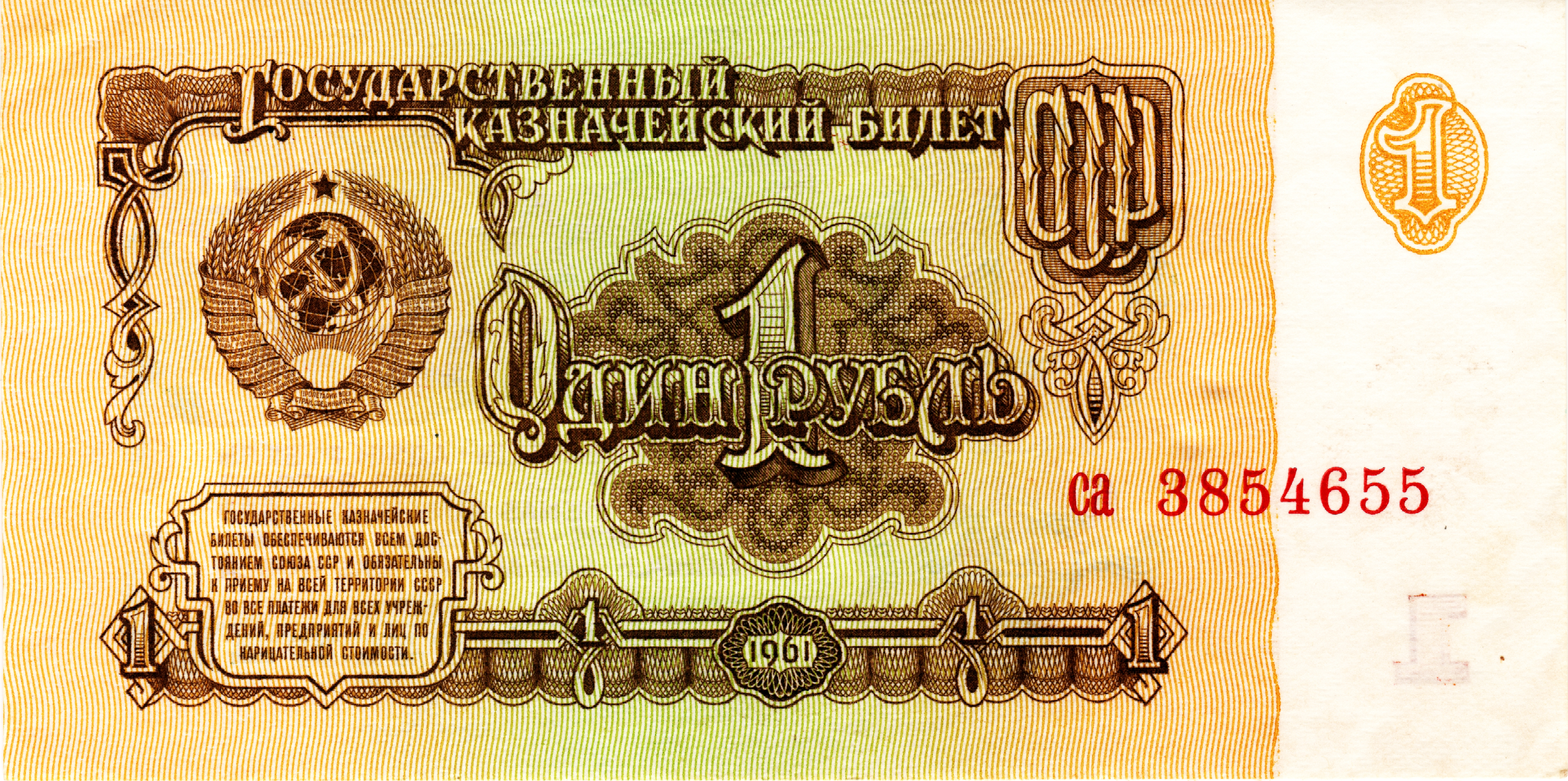
Lícová strana bankovky z roku 1961

Sovětský rubl byl zákonným platidlem zaniklého Sovětského svazu. Byl platný v období od roku 1922 do 26. prosince 1991. ISO 4217 kód rublu byl SUR. Jeden rubl sestával ze 100 kopějek. Mince se razily v hodnotách 1, 2, 3, 9,  5, 10, 15, 20, 50 kopějek a  1 a 2 rubly.Bankovky se tiskly v hodnotách 1, 3, 9, 5, 10, 25, 50 a 100 rublů.
Po rozpadu SSSR byl v letech 1992 až 1995 sovětský rubl postupně stahován z oběhu. Poslední zemí, která opustily sovětský rubl, se stali Tádžikistán  a Kazachstán dne 10. května 1995.
Každý oficiální jazyk celého státu (bylo jich 15) používal pro jednotnou měnu vlastní název, v některých případech zcela odlišný od ruského názvu. Všechny bankovky měly název měny vytisknutý v jazycích všech svazových republik. Současné názvy nezávislých měn některých středoasijských států jsou místním názvem pro tehdejší rubl.

## Jazykové varianty
| Jazyk            | Národní název | Národní název | Přepis     | Přepis  |
| Jazyk            | rubl          | kopějka       | rubl       | kopějka |
| ---------------- | ------------- | ------------- | ---------- | ------- |
| Ruština          | рубль         | копейка       | rubl       | kopejka |
| Ukrajinština     | карбованець   | копійка       | karbovanec | kopijka |
| Běloruština      | рубель        | капейка       | rubjel     | kapejka |
| Uzbečtina        | сўм           | тийин         | so'm'      | tijin   |
| Kazaština        | сом           | тиын          | som        | tiyn    |
| Gruzínština      | მანეთი        |               | maneti     |         |
| Ázerbájdžánština | манат         | гəпик         | manat      | qəpik   |
| Lotyština        | rublis        | kapeika       | —          | —       |
| Moldavština      | рублэ         | копейкэ       | rublă      | copeică |
| Litevština       | rublis        | kapeika       | —          | —       |
| Kyrgyzština      | сом           | тыйн          | som        | tyin    |
| Tádžičtina       | сўм           |               | sum        |         |
| Arménština       | ռուբլի        | կոպեկ         | roubli     | kopek   |
| Turkmenština     | манат         |               | manat      |         |
| Estonština       | rubla         | kopikas       | —          | —       |

## Nástupnické měny
V první polovině 90. let 20. století se Sovětský svaz rozpadl. Nově vzniklé státy zaváděly nové národní měny. Mnohým z nich se ale nepodařilo ubránit inflaci a následně musely vlády provést měnové reformy.
| Stát         | Nástupnická měna      | Poměr nové měny k rublu | Datum zavedení     | Pozdější změna nominální hodnoty nebo zavedení další nové měny | Poznámka                                                                                                 | Ukázka nové měny |
| ------------ | --------------------- | ----------------------- | ------------------ | -------------------------------------------------------------- | --- | ---------------- |
| Arménie      | Arménský dram         | 1:200                   | 1993, 22. listopad | Ne                                                             | používán i v Náhorním Karabachu                                                                          |                  |
| Ázerbájdžán  | Ázerbájdžánský manat  | 1:10                    | 1992, 15. srpen    | 5000 starých = 1 nový manat                                    | |                  |
| Bělorusko    | Běloruský rubl        | 1:10                    | 1992, květen       | 1000 BYB = 1 BYR 10 000 BYR = 1 BYN                            | Bělorusko plánovalo měnovou unii s ruským rublem                                                         |                  |
| Estonsko     | Estonská koruna       | 1:10                    | 1992, 22. červen   | 1 euro = 15,6466 korun                                         | 1. ledna 2011 byla koruna nahrazena eurem                                                                |                  |
| Gruzie       | Gruzínský lari        | 1:1                     | 1993, 5. duben     | 1 000 000 starých = 1 nové lari                                | Abcházie a Jižní Osetie používají ruský rubl                                                             |                  |
| Kazachstán   | Kazachstánký tenge    | 1:500                   | 1993, 15. listopad | Ne                                                             | |                  |
| Kyrgyzstán   | Kyrgyzský som         | 1:200                   | 1993, 10. květen   | Ne                                                             | |                  |
| Litva        | Litevský talonas      | 1:1                     | 1991, srpen        | 100 talonas = 1 litas                                          | V roce 1993 byl talonas nahrazen litasem, od 1. 1. 2015 je litas nahrazen eurem                          |                  |
| Lotyšsko     | Lotyšský rublis       | 1:1                     | 1992, 7. květen    | 200 rublis = 1 lat                                             | V roce 1993 byl rublis nahrazen latem, od 1. 1. 2014 je lat nahrazen eurem                               |                  |
| Moldavsko    | Moldavský kupon       | 1:1                     | 1992               | 1000 kupon = 1 leu                                             | V roce 1993 byl kupon nahrazen moldavským leu. V tzv. Podněsterské moldavské republice zaveden nový rubl |                  |
| Podněstří    | Podněsterský rubl     | 1:1000                  | 1994               | 1 000 000 starých = 1 nový                                     | 1993 – okolkovány sovětské rubly, 1994 – zaveden podněsterský rubl, 2000 – měnová reforma                |                  |
| Tádžikistán  | Tádžický rubl         | 1:100                   | 1995, 10. květen   | 1000 rublů = 1 somoni                                          | V roce 2000 byla zavedena nová měna tádžický somoni                                                      |                  |
| Turkmenistán | Turkmenský manat      | 1:500                   | 1993, 1. listopad  | 5000 starých = 1 nový manat                                    | |                  |
| Ukrajina     | Ukrajinský karbovanec | 1:1                     | 1992, 10. leden    | 100 000 karbovanců = 1 hřivna                                  | V roce 1996 byl karbovanec nahrazen hřivnou                                                              |                  |
| Uzbekistán   | Uzbecký sum           | 1:1                     | 1993, 15. listopad | 1000 starých = 1 nový som                                      | |                  |